# Dírná
Dírná (en allemand : Dirna) est une commune du district de Tábor, dans la région de Bohême-du-Sud, en République tchèque. Sa population s'élevait à 412 habitants en 2020.

## Géographie
Dírná se trouve à 17 km au nord-ouest de Jindřichův Hradec, à 23 km au sud-est de Tábor, à 40 km au nord-est de České Budějovice et à 98 km au sud-sud-est de Prague.
La commune est limitée par Přehořov au nord-ouest, par Třebějice au nord et à l'est, par Višňová et Záhoří au sud, et par Doňov au sud-ouest.

## Histoire
La première mention écrite du village date de 1340.

## Administration
La commune se compose de cinq quartiers, partagés par la commune de Třebějice ; deux quartiers au sud :
- Dírná
- Závsí

et trois quartiers au nord :
- Lžín
- Nová Ves u Dírné
- Záříčí u Dírné